# Bolívar tér (Caracas)
A Bolívar tér (spanyolul: Plaza Bolívar) a venezuelai főváros, Caracas főterének tekinthető. Nevét Simón Bolívarról, dél-amerika legnagyobb függetlenségi hőséről kapta.

## Története
A tér nagyjából egy idős az 1567-ben alapított várossal. Kialakulásának pontos dátuma ugyan nem ismert, de az bizonyos, hogy az 1578-ban megjelent Juan de Pimentel-féle térképen már megjelenik, mint egy 5 × 5 háztömbből álló négyzetrács középső négyzete. A következő évszázadok során környezete és maga a tér is folyamatosan épült és átalakult. Az eltelt idők alatt több különböző néven is ismerték: hívták Plaza Mayornak, Plaza de Armasnak, illetve az itt működő piacra utalva Plaza del Mercadónak is.
Mai nevét 1842-ben kapta, amikor Simón Bolívar függetlenségi harcos hamvait a kolumbiai Santa Martából Venezuelába szállították. A téren 1874. november 7-én állították fel az őt ábrázoló lovasszobrot, amely ugyanazzal az öntőformával készült, mint a Limában álló eredeti Bolívar-emlékmű, Adamo Tadolini alkotása.
Szintén a 19. század második felében állítottak fel a téren négy vas díszkutat, valamint nagyjából száz vaslámpát, amelyet virág- és koszorúszerű díszítésekkel láttak el. A teret balusztrádos kerítéssel vették körbe, 1894-ben pedig bevezették a villanyvilágítást. Az 1967-es, a város alapításának 400. évfordulójára emlékező kvatrocentenárium alkalmából a talajt fedő eredeti, színes kőlapokat szürke márványlapokra cserélték.

## Leírás
A nagyjából 100 méter oldalhosszúságú, négyzet alakú tér Caracas történelmi központjában található. Északon az Avenida Este 0, délen az Avenida Este 2 nevű utca határolja, míg nyugaton az Avenida Sur 2, keleten pedig az Avenida Sur. A szürke márványlapokkal borított talajt többhelyütt alacsony kerítéssel körbevett, fákat is tartalmazó növényszigetek tarkítják. A tér közepén Simón Bolívar lovasszobra áll, és található a téren egy medencés szökőkút is. A teret övező épületek közül a legjelentősebb a keleti oldalon elhelyezkedő székesegyház, valamint a déli oldalon levő érseki palota.

## Képek

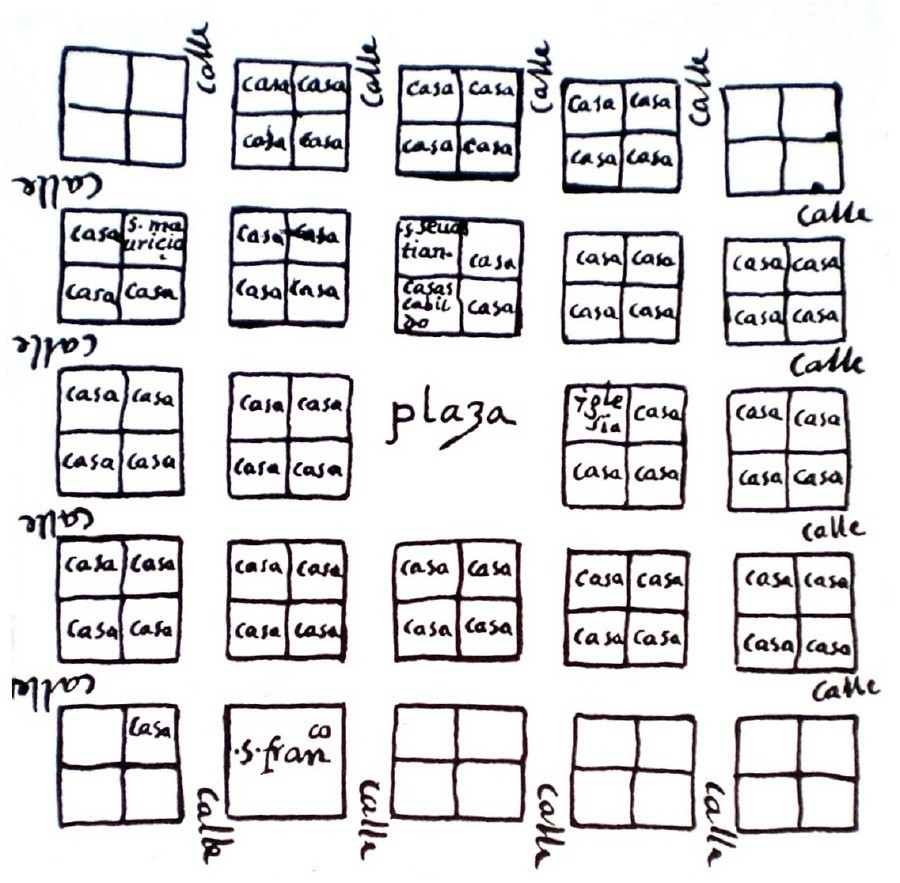
Részlet az 1578-as Pimentel-féle térképről, a mai Bolívar térrel középen
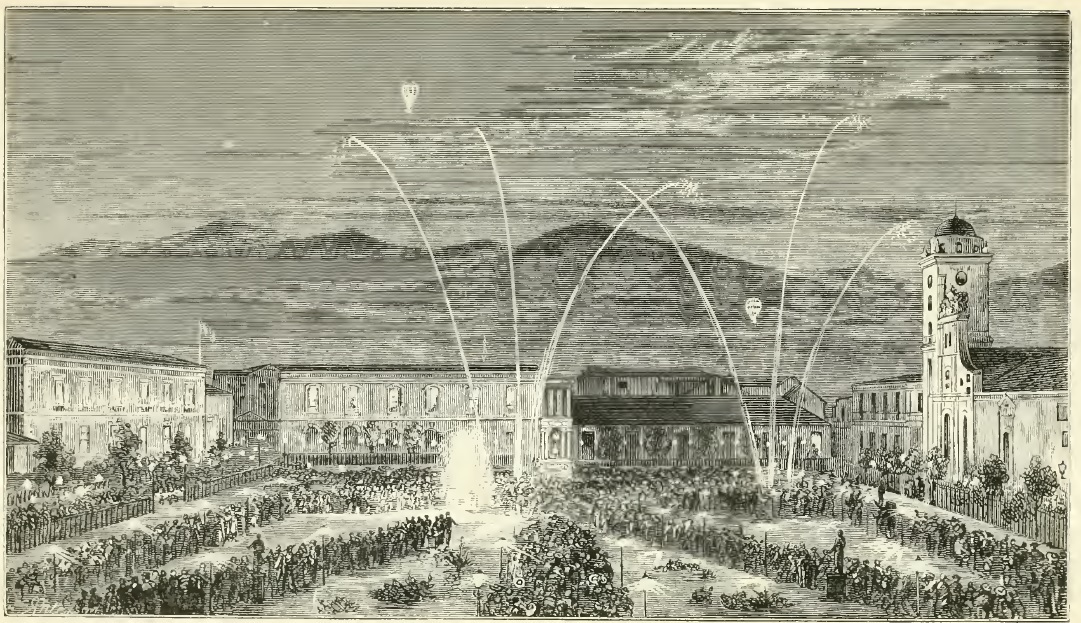
Ünnepség a téren az 1870-es években
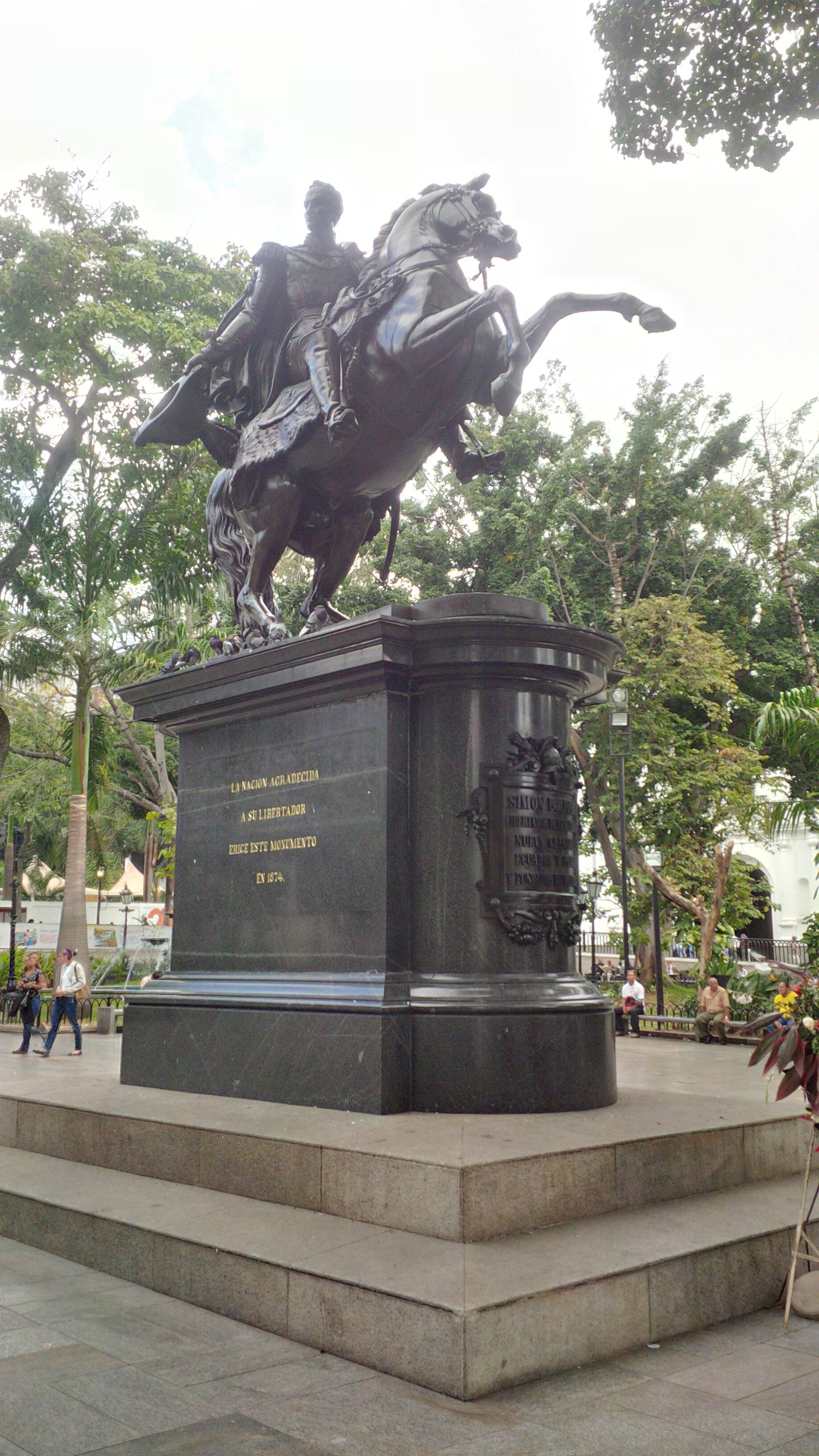
Simón Bolívar lovasszobra
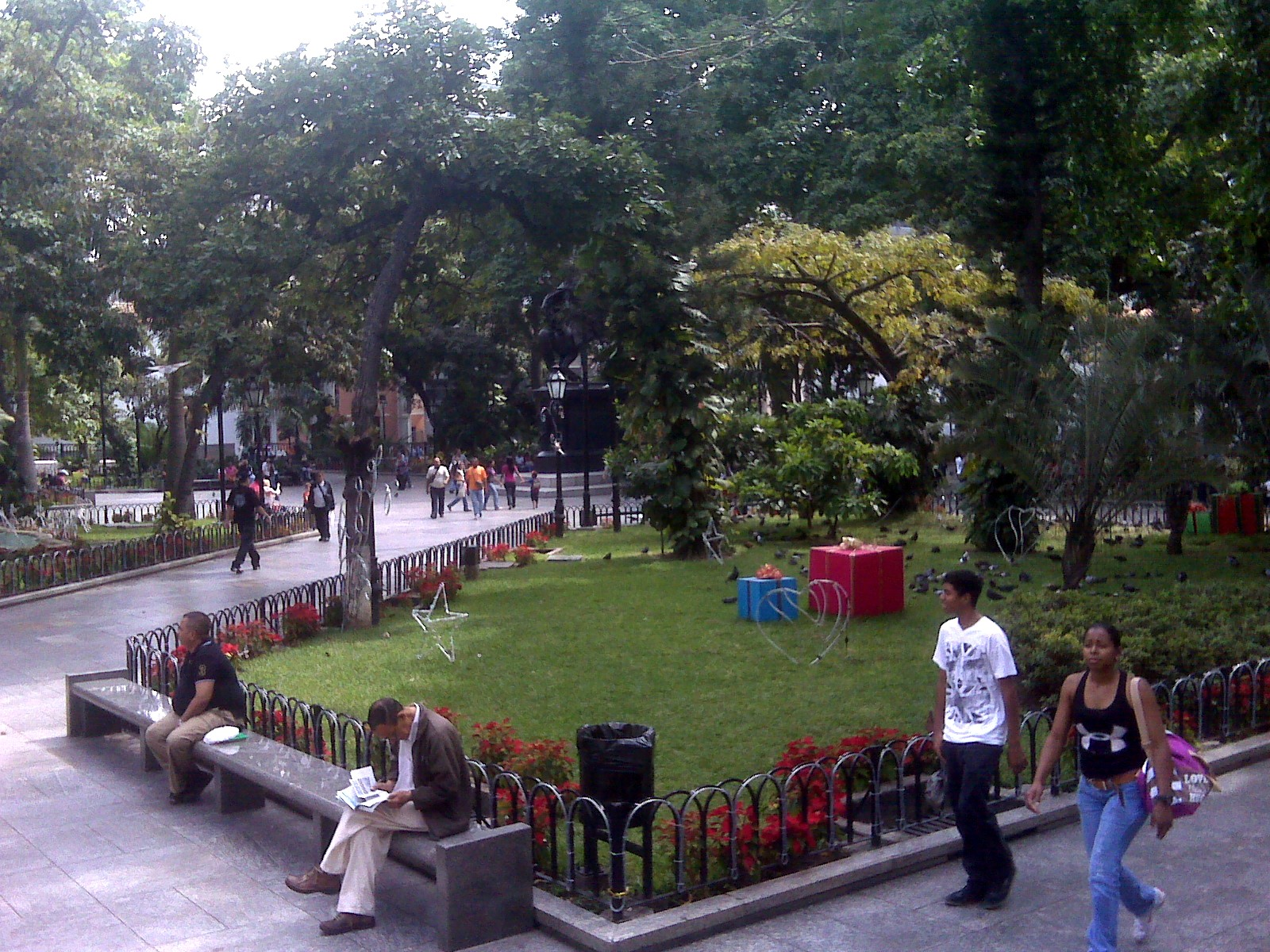
Részlet a térből
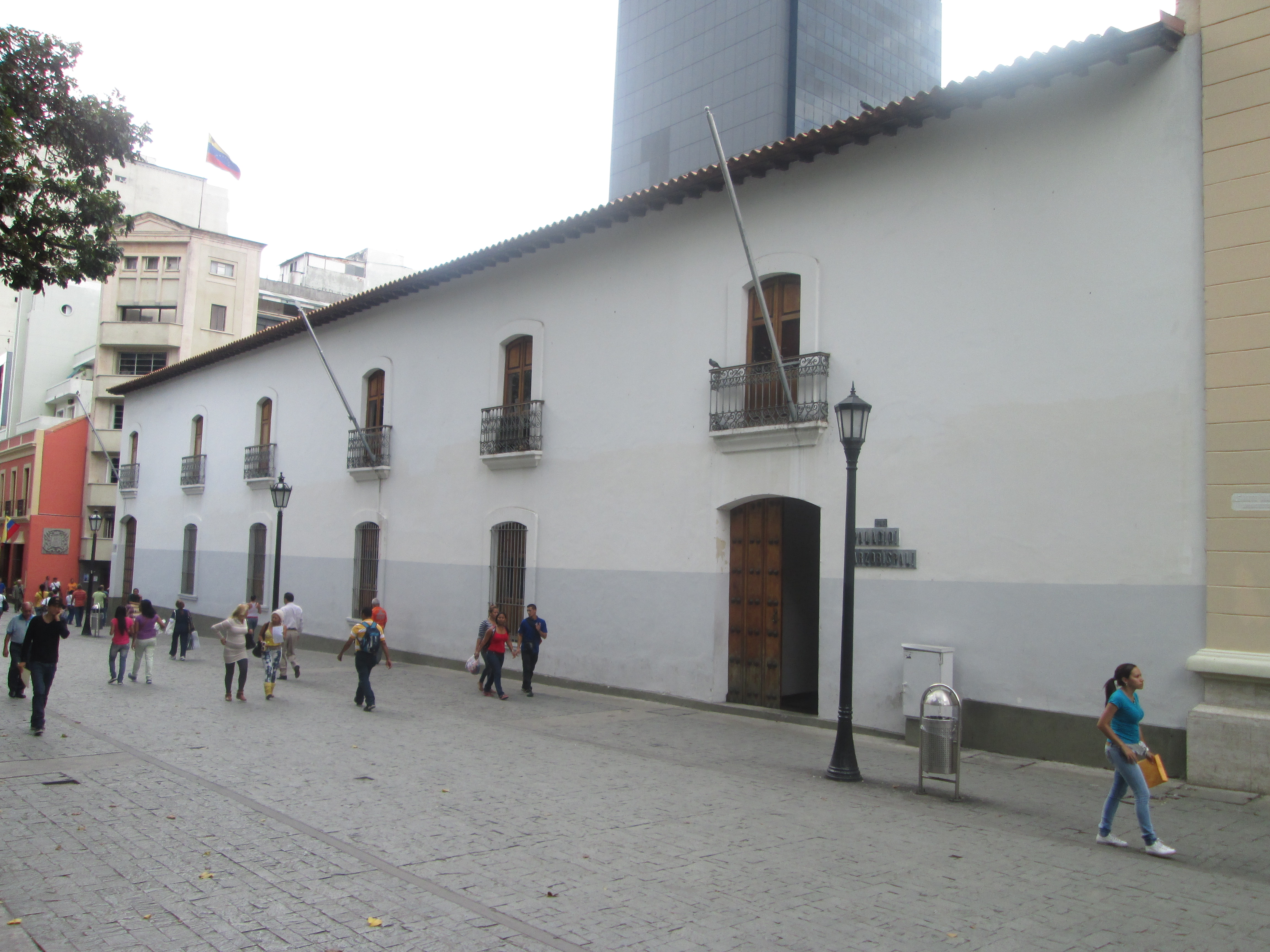
Az érseki palota a tér déli oldalán